# Großengottern
Großengottern is een gemeente in de Duitse deelstaat Thüringen, en maakt deel uit van de Unstrut-Hainich-Kreis.
Großengottern telt  inwoners.